# Owczary
Owczary is een plaats in het Poolse district  Słubicki, woiwodschap Lubusz. De plaats maakt deel uit van de gemeente Górzyca en telt 130 inwoners.